# Stafopain
Stafopain (EC 3.4.22.48, stafilopain) je enzim. Ovaj enzim katalizuje sledeću hemijsku reakciju
Široko endopeptidazno dejstvo na proteinima uključujući elastin, sa veoma ograničenom hidrolizom malih molekula.
Ovaj enzim je prisutan u više vrsti bakterije Staphylococcus.

## Spoljašnje veze
- Staphopain на 